# ثقب أسود متوسط الكتلة

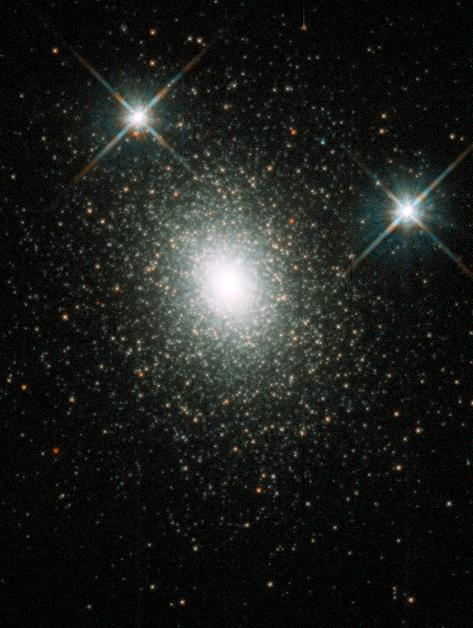
عنقود مايال II

ثقب أسود متوسط الكتلة (بالإنجليزية: Intermediate-mass black hole، يُختصر إلى IMBH)‏ هي اسم فئة من الثقوب السوداء ذات كتلة تتراوح بين 100 و100000 ضعف كتلة الشمس، أثقل بكثير من الثقوب السوداء النجمية ولكن أخف من الثقوب سوداء فائقة الكتلة (بين 100 ألف ومليار كتلة شمسية، مثل تلك التي توجد في مراكز المجرات). اكتُشف العديد من الثقوب السوداء متوسطة الكتلة المرشحة في مجرتنا وغيرها من المجرات القريبة، استنادًا على عمليات الرصد غير المباشرة لسرعة الغازات والقرص التراكمي حول ثقب أسود متوسط الكتلة بدرجات متنوع من الأدلة.

## الأدلة الرصدية
يأتي أقوى دليل على وجود ثقوب سوداء متوسطة الكتلة من عدد قليل من النوى المجرية النشطة ذات الضياء المنخفض. نظرًا لنشاطها، من شبه المؤكد أن هذه المجرات تحتوي على ثقوب سوداء ذات قرص تراكمي، وفي بعض الحالات يمكن تقدير كتل الثقوب السوداء باستخدام تقنية رسم خرائط المترددة. على سبيل المثال، يبدو أن المجرة الحلزونية NGC 4395، التي تبعد مسافة 4 ملايين فرسخ فلكي، تحتوي على ثقب أسود بكتلة تبلغ نحو3*105 كتلة شمسية.
تشمل أكبر عينة مُحدثة من الثقوب السوداء متوسطة الكتلة 305 ثقبًا أسودًا مُرشحًا جرى اختيارها عن طريق تحليل متطور لمليون صورة طيفية لمجرات جُمعت بواسطة مسح سلون الرقمي للسماء. كُشفت انبعاثات الأشعة السينية من 10 مرشحين، ما أكد تصنيفها كثقوب سوداء متوسطة الكتلة.
يُشتبه في أن بعض مصادر الأشعة السينية فائقة الإضاءة (ULXs) في المجرات القريبة هي ثقوب سوداء متوسطة الكتلة، بكتل تتراوح بين مئة وألف كتلة شمسية. تُرصد تلك المصادر في مناطق تشكل النجوم (على سبيل المثال، في مجرة الانفجار النجمي مسييه 82)، ويبدو أنها مرتبطة بعناقيد نجمية صغيرة رُصدت أيضًا في هذه المناطق. مع ذلك، يمكن فقط لقياس الكتل الديناميكي من التحليل الطيفي البصري للنجم المرافق أن يكشف عن وجود ثقب أسود متوسط الكتلة كجرم تراكمي متراص خاص بـ ULX.
زُعم أن بعض العناقيد المغلقة تحتوي على ثقب أسود متوسط الكتلة، بناءً على قياسات سرعات النجوم بالقرب من مركزها. مع ذلك، لم تصمد أي من عمليات الكشف المزعومة أمام الفحص الدقيق. على سبيل المثال، يمكن أن تكون بيانات عنقود مايال II مناسبةً بشكل جيد دون وجود جرم مركزي ضخم.
يمكن الحصول على أدلة إضافية على وجود ثقب أسود متوسط الكتلة من رصد إشعاع الموجات الثقالية المُنبعثة من نظام ثنائي يحتوي على ثقب أسود متوسط الكتلة وبقايا نجمية متراصة أو ثقب أسود متوسط الكتلة آخر.
أخيرًا، تتنبأ علاقة M–سيغما بوجود ثقوب سوداء ذات كتل تتراوح بين 104 و106 كتلة شمسية في المجرات منخفضة الضياء.

## اكتشافات محتملة
في نوفمبر 2004، أبلغ فريق من علماء الفلك عن اكتشاف GCIRS 13E [الإنجليزية]، أول ثقب أسود متوسط الكتلة اكتُشف في مجرتنا، وهو يدور حول الرامي A* من على بعد ثلاث سنوات ضوئية. يقع هذا الثقب الأسود المتوسط، الذي تبلغ كتلته 1300 كتلة شمسية، ضمن عنقود يضم سبع نجوم، الذي قد يكون ما خلفه عنقود نجمي ضخم جُرد من مكوناته من قبل الثقب الأسود الفائق في مركز المجرة. قد يدعم هذا الرصد فكرة أن الثقوب السوداء الفائقة تنمو عن طريق امتصاص الثقوب والنجوم الأصغر المجاورة. مع ذلك، زعمت مجموعة بحثية ألمانية في عام 2005 أن وجود ثقب أسود متوسط الكتلة بالقرب من مركز المجرة هو أمر مشكوك فيه، بناءً على دراسة ديناميكية للعنقود النجمي حيث يُعتقد وجود ثقب أسود متوسط الكتلة. يمكن أيضًا الكشف عن ثقب أسود متوسط الكتلة بالقرب من مركز المجرة من خلال الاضطرابات التي يؤثر بها على النجوم التي تدور حول الثقب الأسود الفائق الموجود في مركز المجرة.

## أصله
الثقوب السوداء متوسطة الكتلة ضخمة جدًا بحيث لا يمكن أن تتشكل عن طريق انهيار نجم واحد، وهي الطريقة التي يُعتقد أن الثقوب السوداء النجمية تتشكل بها. وتفتقر بيئاتها إلى الظروف القاسية، مثل الكثافة العالية والسرعات العالية التي يتم ملاحظتها في مراكز المجرات، والتي تؤدي على ما يبدو إلى تكوين ثقوب سوداء فائقة الكتلة. 
هناك ثلاثة سيناريوهات مفترضة لتكوين الـثقوب السوداء متوسطة الكتلة IMBHs. الأول هو اندماج الثقوب السوداء ذات الكتلة النجمية وغيرها من الأجسام المدمجة عن طريق التراكم. والثاني هو الاصطدام الشديد  للنجوم الضخمة في مجموعات نجمية كثيفة وانهيار ناتج الاصطدام في ثقب أسزد متوسط الكتلة . والسيناريو الثالث أنها ثقوب سوداء بدائية تشكلت في الانفجار العظيم .

## اقرأ أيضا
- تسلسل زمني للانفجار العظيم
- مقراب جيمس ويب الفضائي